# Trigonidomimus belfraegei
Trigonidomimus belfraegei är en insektsart som beskrevs av Andrew Nelson Caudell 1912. Trigonidomimus belfraegei ingår i släktet Trigonidomimus och familjen syrsor. Inga underarter finns listade i Catalogue of Life.